# Margaret Masterman
Margaret Masterman (4. maj 1910 – 1. april 1986) britanska je lingvistkinja i filozof, najpoznatija po svom pionirskom radu u oblasti računarske lingvistike i posebno mašinskog prevođenja. Osnovala je Jedinicu za istraživanje jezika u Kembridžu.

## Biografija
Margaret Masterman je rođena u Londonu 4. maja 1910. u porodici Čarlsa F. G. Mastermana, britanskog političara radikalne Liberalne partije i šefa Biroa za ratnu propagandu, i Lusi Blanš Litelton, političarke, pesnikinje i pisca. Godine 1932, udala se za Ričarda Bevana Brejcvejta, filozofa. Oni su imali sina Luisa Čarlsa (rođenog 1937) i ćerku Katrin Lusi (rođenu 1940).

## Rad
Margaret Masterman je bila jedna od šest studenata Vitgenštajnovog kursa 1933–34, čije su beleške sastavljene kao Plava knjiga. Godine 1955, ona je osnovala i rukovodila Jedinicom za istraživanje jezika Kembridža (CLRU), koja je izrasla od neformalne diskusione grupe u veliki istraživački centar u kompjuterskoj lingvistici u to vreme. Ona je bila student na Njunam koledžu u Kembridžu i proučavala je moderne jezike, a zatim i moralne nauke (kako se tada zvala filozofija). Jedinica za istraživanje jezika u Kembridžu osnovana je u maloj, ali lepoj zgradi zvanoj Adijev muzej u kojoj je bila smeštena dalekoistočna umetnost: male budističke skulpture bile su ugrađene u njene zidove i rezbarena vrata. Tokom perioda od dvadeset godina, počevši od 1953. godine, to je bio izvor značajnih istraživanja u oblasti mašinskog prevođenja, računarske lingvistike i kvantne fizike, iako izvan zvaničnih univerzitetskih struktura u Kembridžu. Finansirana je grantovima američkih agencija (AFOSR, ONR, NSF), vladinih agencija Velike Britanije (OSTI) i kasnije iz fondova EU u Luksemburgu. Njene računarske mogućnosti su bile primitivne — drevni ICL 1202 računar — i većina njenih ozbiljnijih proračuna je obavljena ili na mašini Univerziteta u Kembridžu, u tadašnjoj Matematičkoj laboratoriji, ili od strane posetilaca CLRU-a na lokacijama u SAD. Jedna mera njenog uticaja, od osoblja koje nikada nije prelazilo deset ljudi, bila je godišnja nagrada za životno delo Udruženja za računarsku lingvistiku u SAD, tri su dodeljene alumnima CLRU: Martinu Keju, Karen Spark Džouns i Joriku Vilks.

## Literatura
- Wilks, Yorick (2000). „Margaret Masterman”.  Ур.: Hutchins, John. Early years in machine translation: memoirs and biographies of pioneers. ISBN 978-90-272-4586-1.
- Lucy Cavendish College Archive Архивирано на веб-сајту  (27. март 2024)
- Masterman, Margaret (2003).  Wilks, Yorick, ур. Language, cohesion and form: selected papers of Margaret Masterman, with commentaries. Cambridge University Press. ISBN 978-90-272-4586-1.

- Leon, Jacqueline (2000).  Desmet, Paul, ур. Traduction automatique et formalization du language: les tentatives du Cambridge Language Research Unit (1955-1960). The history of linguistics and grammatical praxis. Peeters. ISBN 978-90-272-4586-1.

- Williams, William (1987). Margaret Masterman: In Memoriam. Computers and Translation. Springer. ISBN 978-90-272-4586-1.